# The Witcher: Versus
«The Witcher: Versus» (укр. Відьма́к: Супроти́в) — багатокористувальницька файтингова гра, розроблена компаніями CD Projekt RED і one2tribe. Була безкоштовною браузерною онлайн-грою, заснованої на cRPG «Відьмак».
Перша назва гри, під яким вона проходила бета-тестування, було «Duel Mail», але відразу після релізу була перейменована в «Versus». У відкритому бета-тестуванні могли брати участь усі охочі, які були зареєстровані на сайті thewitcher.com. Стабільна версія гри (версія 2.0) була випущена 9 липня 2008 року.
Гра доступна англійською, польською і російською.
Проект був закритий 31 травня 2012 року після завершення співпраці CD Projekt RED і one2tribe.

## Загальна інформація
Гравці могли вибрати один з трьох класів:
- Відьмак
- Чародійка
- Химера

Кожен клас має три стилі бою — силовий, швидкий і магічний, також присутні захисні прийоми й особливі активні та пасивні навички. Суть гри полягає в тому, щоб кидати виклик іншим гравцям де за виграші на дуелях отримувати орени і досвід. Перед поєдинком треба встановити послідовність атак та захисних прийомів, переможцем буде той, у кого залишилося більше хп (здоров'я). Всі навички можна покращити із зростанням рівня.
Крім того, в грі присутні подорожі і квести, які можна виконувати в подорожах. Гра перекладена на російську не повністю (українського перекладу немає), тому тексти квестів і подій, що відбуваються в подорожі, здебільшого відображаються англійською.
Поза цим, в грі можна об'єднаються в гільдії. Гравці можуть вступити у вже існуючу гільдію або за певну плату створити свою власну. Гільдії борються між собою за володіння ігровими містами (якщо гільдія володіє містом, то кожну добу він приносить їй прибуток). Міста можна брати штурмом (щоб почати облогу, доведеться розщедритися на 5000 оренів і 5 мандрагори), при цьому всі присутні в місті члени протиборчих гільдій автоматично стають захисниками і штурмують відповідно. При цьому в захисті завжди є 5 ботів, що допомагають обороняющимся. Атакуючим дається 90 хвилин, за цей час вони повинні перебити обороняючихся або знизити їх мораль до 0. У процесі кожен гравець може кинути до трьох викликів на поєдинки з різними ворогами, стріляти з балісти, таранити стіну, лити смолу (тільки захисники), лікувати союзників і воскрешати полеглих. Особливі зілля з преміум контенту збільшують ваші здібності під час облог.
Також, 26 серпня 2008, розробники оголосили про початок «Повстання» (англ. the Outbreak). Кожен гравець повинен вибрати одну із сторін конфлікту — Скоя'таелі або орден Палаючої Рози. «Повстання» закінчилося 27 травня 2009 року, а 10 червня 2009 року були оголошені переможці.
16 січня 2009 року (у версії 3.0) в гру доданий платний преміум контент у вигляді «алхімії», де кожне куплене зілля дає певні бонуси на деякий час.

## Ідея та історія створення
Ідея створення належала Михалу Мадею (пол. Michał Madej, CD Projekt RED) — головному дизайнеру рольової відеогри «Відьмак». Дизайн всієї гри розробляв Бенедикт Шнедер (пол. Benedykt Szneider, CD Projekt RED). Флеш-складова гри розроблялася Лукашем Вітковським (пол. Łukasz Witkowski, one2tribe).

## Цікаві факти
- За перший день бета-тестування (7 квітня 2008 року)[7]:
 — було проведено 50 тисяч боїв;
 — створено 10 тисяч аккаунтів;
 — ресурс відвідало 4 мільйони користувачів;
 — на форумі було залишено близько 1 тисячі повідомлень.
- За три місяці бета-тестування (з 7 квітня — по 9 липня 2008 року):
 — було проведено більше 4 мільйонів боїв;
 — було створено більше 46 тисяч аккаунтів;
 — близько 30 тисяч аккаунтів вибрали клас «відьмак»;
 — найактивнішим гравцем проведено 6000 боїв;
 — найбільшою кількістю боїв в день стала 91000;
 — найбільшою кількістю виграних поспіль боїв стало 80.